# Европейски път Е772
Европейски път Е772 е международен път клас „В“, част от Европейската пътна мрежа. Пътят свързва двете построени части на магистрала Хемус (А2) и по този начин е част от един от най-важните транспортни коридори в страната - от столицата София на запад към Северното Българско Черноморие на изток.
Във версията на документа определящ европейските пътища от 2016 год. Е772 започва при прекъсването на магистрала Хемус до гр. Ябланица и завършва при село Белокопитово в близост до Шумен. След построяването и въвеждането в експлоатация на лот 0 от етап 1 на автомагистрала Хемус през октомври 2019 год., Е772 по правило минава по АМ Хемус от п.в. Ябланица до п.в. Боаза, където продължава по първокласен път I-4 до п.в. Белокопитово.
Основната му функционална натовареност е връзката между областните центрове - Шумен, Търговище, Велико Търново, Габрово и Ловеч с разположените в двата края на коридора София и Варна. Пътят е двупосочен, двулентов с по една лента за всяка посока на движение. Изключвайки входният участък при Велико Търново и частта от околовръстен път Търговище по трасето му има два трилентови участъка с възможност за свободно изпреварване. Единият е при великотърновското село Шереметя с последователна възможност за изпреварване в двете посоки. Другият е при село Кесарево (преди гр. Антоново) с възможност за изпреварване само в посока Варна. Пътната настилка е в сравнително добро състояние.

## Градове и връзки по трасето на E772
- Ябланица
  - връзка с магистрала Хемус Запад от София (A2)
- село Абланица
  - отклонения за Ловеч и Троян
- Севлиево
  - отклонение за Габрово и Шипченски проход
- Велико Търново
  - отклонение за Горна Оряховица, връзка с Европейски път E85 към Русе и Шипченски проход
- Омуртаг
  - отклонение за гр. Котел и Котленски проход
- Търговище
  - отклонение за Велики Преслав
- Шумен
  - връзка с магистрала Хемус Изток от Варна (A2) и Европейски път E70, отклонение за Велики Преслав